# HOTEL
HOTEL é um mangá em 37 volumes criado por Shotaro Ishinomori, publicado pela Big Comic e vencedor do famoso prêmio Shogakukan. Foi adaptado como seriado de TV em 1990 e exibido pela rede TBS no Japão, rendendo 5 temporadas e 11 especiais. O drama foi um dos mais populares e duradouros programas japoneses da última década e o mangá ainda hoje é republicado em edições especiais da Big Comic. Diferente de outros trabalhos famosos do autor, HOTEL é uma bem sucedida série dirigida ao público adulto.
Um elenco de primeira foi escalado para viver as personagens na versão para TV, entre eles estão Masanobu Takashima como Ippei Akagawa e Hiroki Matsukata como o gerente Todo. Jo Onodera, filho de Shotaro Ishinomori, interpreta o papel de Kitayama.
Toda a ação se passa no luxuoso hotel Platon e mostra os esforços do gerente Todo para balancear as extravagantes(e, às vezes, até ridículas) demandas de seus hóspedes e funcionários, além de lidar com os dilemas e crises que acompanham o gerenciamento de um grande hotel. Apesar do surgimento de problemas aparentemente incontornáveis, Todo sempre encontra um modo racional de ajustar as coisas, ou melhor, quase sempre.